# 1659 год в науке
В 1659 году произошли различные научные и технологические события, некоторые из которых представлены ниже.

## События
- Швейцарский математик Иоганн Ран в трактате «Teutsche Algebra» предложил символ «обелюс» (÷) в качестве знака операции деления (возможно, идею подал Джон Пелл). Этот символ получил распространение в англоязычных странах[1].
- Христиан Гюйгенс в трактате «О центробежной силе» (лат.  De vi centrifuga) впервые привёл выведенную им формулу для центробежной силы; более подробно он описал эту тему в Horologium (1673)[2][3].

## Публикации
- Христиан Гюйгенс опубликовал трактат «Система Сатурна» (лат. Systema Saturnium), куда включил также первое изображение Туманности Ориона (в 1656 году Гюйгенс детально её исследовал)[4].
- Блез Паскаль издал фундаментальное исследование циклоиды («Трактат о рулетте[англ.]»), вызвавший большой интерес к этой кривой и новые открытия[5]..

## Родились
См. также: Категория:Родившиеся в 1659 году
- 1 февраля — Якоб Роггевен, голландский мореплаватель, открывший остров Пасхи (умер в 1729 году).
- 27 февраля — Уильям Шерард, английский ботаник (умер в 1728 году).
- 3 июня — Дэвид Грегори, шотландский астроном (умер в 1708 году).
- 22 октября — Георг Эрнст Шталь, прусский химик, создатель теории флогистона (умер в 1734 году).

## Скончались
См. также: Категория:Умершие в 1659 году
- 10 октября — Абел Янсзон Тасман, голландский мореплаватель (род. в 1603 году).